# Klana
Klana es un municipio de Croacia en el condado de Primorje-Gorski Kotar.

## Geografía
Se encuentra a una altitud de 562 m s. n. m. a 180 km de la capital nacional, Zagreb.

## Demografía
En el censo 2011 el total de población del municipio fue de 1975 habitantes, distribuidos en las siguientes localidades:
- Breza - 60
- Klana - 1 203
- Lisac - 114
- Studena - 382
- Škalnica - 216

| Gráfica de población de Klana 1857-2011                             |
|                                                                     |
| Según los censos de población de la oficina estadística de Croacia. |